# Lina Polito
Lina Polito, nacida Pasqualina Polito (Nápoles, 24 de agosto de 1954) es una actriz italiana.

## Biografía
Comenzó su carrera en los escenarios bajo la dirección de Eduardo De Filippo. Debutó en el cine en 1973 en la película de Lina Wertmüller Amor y anarquía, por la que fue galardonada con un Nastro d'argento a la Mejor Actriz revelación.
Otros títulos cinematográficos fueronː Todo en su sitio y nada en orden (1974), Hermanos de sangre (1974), Padre putativo, Salvo D'Acquisto (1975) y la película de nazi exploitation Las deportadas de las SS (1976). En 1975 actuó en la miniserie de televisión El marsellés, de Giacomo Battiato.
En 1983 ganó el premio David de Donatello a la Mejor Actriz de Reparto por su actuación en la película de Massimo Troisi, titulada Perdón por el retraso.

## Filmografía

### Cine

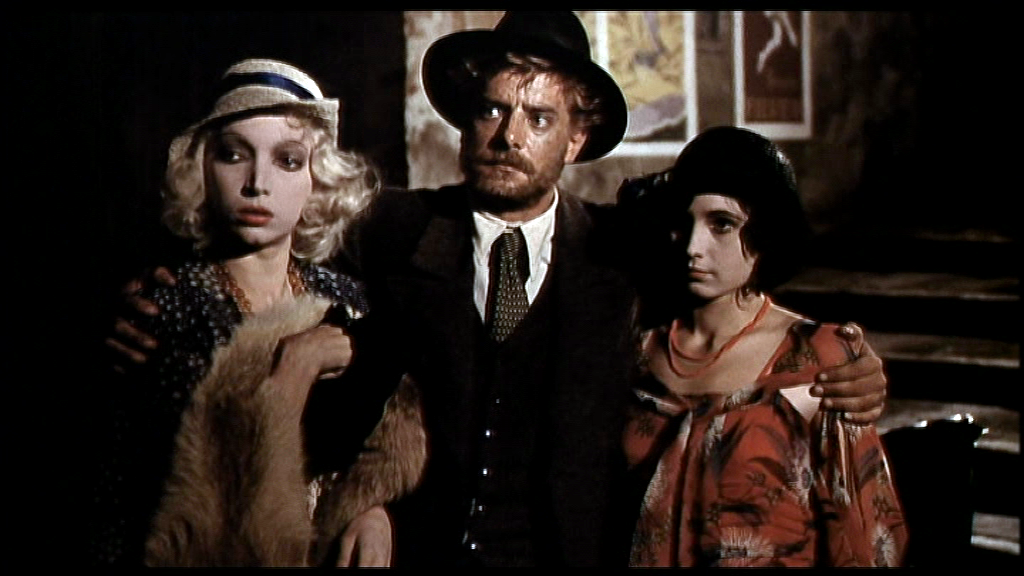
Junto a Mariangela Melato y Giancarlo Giannini en Amor y anarquía (1973)

- Amor y anarquía (Film d'amore e d'anarchia - Ovvero "Stamattina alle 10 in via dei Fiori nella nota casa di tolleranza..."), de Lina Wertmüller (1973)
- Todo en su sitio y nada en orden (Tutto a posto e niente in ordine), de Lina Wertmüller (1974)
- Hermanos de sangre (I guappi), de Pasquale Squitieri (1974)
- Padre putativo (Le farò da padre), de Alberto Lattuada (1974)
- Salvo D'Acquisto, de Romolo Guerrieri (1975)
- L'età della pace, de Fabio Carpi (1975)
- Las deportadas de las SS (Le deportate della sezione speciale SS), de Rino Di Silvestro (1976)
- Napoli... i 5 della squadra speciale, de Mario Bianchi (1978)
- Genarino, hombre objeto femenino (Gegè Bellavita), de Pasquale Festa Campanile (1979)
- Pover'ammore, de Fernando Di Leo y Vincenzo Salviani (1982)
- Perdón por el retraso (Scusate il ritardo), de Massimo Troisi (1983)
- L'amara scienza, de Nicola De Rinaldo (1985)
- Preséntame a tus amigas (Ti presento un'amica), de Francesco Massaro (1988)
- Scugnizzi, de Nanni Loy (1989)
- L'amore molesto, de Mario Martone (1995)
- Le intermittenze del cuore, de Fabio Carpi (2004)

### Televisión
- Il marchese di Roccaverdina, de Edmo Fenoglio (1972)
- Vino e pane, de Piero Schivazappa (1973)
- El marsellés (Il marsigliese), de Giacomo Battiato (1975)
- Fregoli, de Paolo Cavara (1981)
- Incontrarsi e dirsi addio, de Mario Foglietti (1983)
- Eurocops, de Alberto Sironi (1988)
- Joe e suo nonno, de Giacomo De Simone (1992)
- Mannaggia alla miseria!, de Lina Wertmüller (2009)

## Premios y candidaturas
David de Donatello
| Año  | Categoría               | Película              | Resultado |
| ---- | ----------------------- | --------------------- | --------- |
| 1983 | Mejor actriz secundaria | Perdón por el retraso | Ganadora  |

Nastro d'argento
| Año  | Categoría                | Película              | Resultado |
| ---- | ------------------------ | --------------------- | --------- |
| 1974 | Mejor atriz principiante | Amor y anarquía       | Ganadora  |
| 1983 | Mejor atriz secundaria   | Perdón por el retraso | Candidata |